# Академия Наук (вулкан)
Академия Наук — вулкан на Камчатке. Имя ему дал выдающийся вулканолог Владимир Влодавец в 1939 году. Является одним из составляющих Карымского вулканического центра, в который входит маар Карымский, стратовулкан Белианкин, кальдеры Однобокий и Половинка, а также около 5 фумарольных источников.
Академия Наук — стратовулкан, высотой 1180 метров. Расположен в южной части полуострова. Местность окружающая вулкан была сформирована в конце плейстоцена, сам вулкан около 30 000 лет назад. Первоначально продукты извержения состояли из базальтов и андезитов, на последней стадии формирования материал состоял из риодацитов. Единственное известное историческое извержение взрывного характера произошло 2 января 1996 года. Из кратера в северо-западной части кальдеры на поверхность выбросило около 40 млн кубометров породы. Его конус почти полностью разрушен. Северная часть вулкана занята мааром Карымским. Вулкан ранее считался потухшим.

## См.также
Список вулканов России